# Экстремальная чёрная дыра
Экстремальная чёрная дыра — понятие теоретической физики, чёрная дыра с минимально возможной массой, которая может обладать данным зарядом и моментом импульса. Иными словами, это чёрная дыра заданной массы с наибольшей допустимой скоростью вращения — при большей скорости горизонт событий исчезает.
В классической динамике чёрных дыр существует теорема неуменьшения площади горизонта, которая, в частности, приводит к тому, что никакими процессами раскрутить уже существующую чёрную дыру быстрее экстремальной невозможно. С квантовой точки зрения такие дыры тоже интересны тем, что они являются стабильными и не выделяют излучение Хокинга.
Считается, что чёрные дыры в центрах активных галактик как минимум близки к экстремальным, так как падающий на них газ несёт с собой обычно момент импульса, превышающий предельный, и поэтому он раскручивал бы их сильнее, чем в случае внесения дополнительной массы. «Лишний» момент импульса, как предполагается, выбрасывается в процессе аккреции в виде релятивистских струй — джетов.
В теориях суперсимметрии экстремальные чёрные дыры часто являются суперсимметричными объектами: они инвариантны относительно некоторых суперзарядов. Это является следствием связи Богомольного — Прасада — Зоммерфельда. Такие чёрные дыры являются стабильными и не выделяют излучение Хокинга. Их энтропия может быть рассчитана с помощью теории струн.
Шон Кэрролл из Калтеха высказал предположение, что энтропия экстремальной чёрной дыры равна нулю. Кэрролл объясняет отсутствие энтропии за счёт возникновения отдельного измерения внутри экстремальной чёрной дыры.
Гипотетические электронные чёрные дыры являются, в терминах этой теории, «супер-экстремальными» (обладающими бо́льшим зарядом и моментом импульса, чем экстремальная чёрная дыра той же массы).